# Bettina Koch
Bettina Koch (* 5. September 1959 in Darmstadt) ist eine deutsche Schauspielerin, Hörspielsprecherin und Kabarettistin.

## Leben
Bettina Koch studierte Schauspiel an der Hochschule für Musik und Theater Saarbrücken von 1980 bis 1984. Danach gründete sie mit Alice Hoffmann und Ingrid Braun die Frauen-Kabarettgruppe S’Irene und war als Theater-Schauspielerin tätig und realisierte eigene Produktionen.
In den 1990er Jahren folgten Nebenrollen in Fernsehfilmen, darunter Folgen der Tatort-Reihe. Als Hörspielsprecherin ist sie seit 1988 vorwiegend für den Saarländischen Rundfunk tätig. Mit ihrer langjährigen Bühnenpartnerin Alice Hoffmann bildet sie das Duo Die Ähn un die Anner, welches seit 2016 wöchentlich mit neuen Folgen auf SWR4 ausgestrahlt wird.

## Filmografie (Auswahl)
- 1994: Familie Heinz Becker (Fernsehserie, eine Folge)
- 1996: Tatort: Der Entscheider
- 2002: Tatort: Reise ins Nichts
- 2006: Tatort: Aus der Traum
- 2007: GG 19 – Deutschland in 19 Artikeln
- 2010: Tatort: Hilflos
- 2013: Eine unbeliebte Frau
- 2014: Tatort: Eine Frage des Gewissens
- 2014: Doktorspiele
- 2014: Tatort: Weihnachtsgeld
- 2017: Vorwärts immer!

## Hörspiele (Auswahl)
- 1988: Ekkes Frank: Science-Fiction als Radiospiel: Die drei von draußen (Die Kleine) – Bearbeitung und Regie: Andreas Weber-Schäfer (Original-Hörspiel, Science-Fiction-Hörspiel – SDR)
- 1991: Jiří Polák: Der Hunger des Kellners (2. Reisende) – Regie: Stefan Dutt (Hörspiel – SR)
- 1993: Daniel Cil Brecher: Die Marx Brothers in Berlin (Mutter Weinrot) – Regie: Stefan Dutt (Originalhörspiel – SR/DS Kultur/SWF)
- 1993: Louise Page: Maschen (Working out) (Babs) – Regie: Stefan Dutt (Originalhörspiel – SR)
- 1993: Ute-Christine Krupp: Schritte für Kellner (S 2) – Regie: Ulrich Gerhardt (Originalhörspiel – SR)
- 1994: Philippe Soupault: Die Wunder der Mademoiselle Stella. Vaudeville in 4 Akten und einem Prolog (Krankenschwester) – Regie: Stefan Dutt (Hörspielbearbeitung – SR)
- 1994: Jens Sparschuh: Rückzug (Frau) – Regie: Hans Gerd Krogmann (Originalhörspiel – SR/MDR)
- 1994: Karl-Heinz Bölling: Hedwigs letztes Band (Hedwig) – Regie: Stefanie Hoster (Originalhörspiel – SR)
- 1996: Fay Weldon: Harte Zeiten für Väter (2. Frau) – Regie: Stefan Dutt (Originalhörspiel – SR)
- 1999: Theo Gallehr: Wunschkost (Schwester) – Regie: Heidrun Nass (Originalhörspiel – SR)
- 2000: Marianne Zückler: Der weiße Vogel (Frau Friedler) – Regie: Stefan Dutt (Originalhörspiel – SR)
- 2001: Denise Bonal: Schrittmuster (Sie) – Regie: Heidrun Nass (Originalhörspiel – SR)
- 2001: Lavinia Murray: Momentum (Chor) – Übersetzung und Regie: Stefan Dutt (Originalhörspiel – SR)
- 2009: Erhard Schmied: Ein Fall für Krämer und Paquet (2. Folge: Saarlouiser Platt) (Frau Lanz) – Regie: Stefan Dutt (Originalhörspiel, Kriminalhörspiel, Kurzhörspiel – SR)